# Susilo Bambang Yudhoyono
Susilo Bambang Yudhoyono, surtout connu par ses initiales SBY, né le 9 septembre 1949 dans le village de Tremas (id), est un homme d'État, président de la république d'Indonésie entre 2004 et 2014, et le premier à être élu au suffrage universel direct. Son vice-président est Muhammad Jusuf Kalla, du Golkar, parti de l'ancien président Soeharto. Yudhoyono est membre du Parti démocrate et ancien militaire.

## Élection à la présidence
Le 20 septembre 2004, il obtient 61 % des voix au deuxième tour face à la présidente sortante Megawati Soekarnoputri. Il prête serment un mois plus tard devant le parlement à Jakarta et son mandat de cinq ans débute alors officiellement. Il y prononcé le texte suivant : « Au nom de Dieu, je jure de remplir mes obligations de président de la République de l'Indonésie de manière aussi complète et juste que possible. (...]) Je respecterai à la lettre la Constitution, appliquerai les lois de la façon la plus honnête possible et me dédierai au pays et à la nation ».

## Présidence
Le 8 avril 2005, Yudhoyono visite le Timor oriental pour une réconciliation après les événements sanglants de 1999, lors de l'indépendance de l'ancienne colonie portugaise et province indonésienne.
Lors de l'élection de 2014, il est remplacé à la tête de l'État par Joko Widodo.

## Prix et distinctions
- Prix de l'« Homme d’État de l’année » en 2013 : « honore les dirigeants qui soutiennent la paix et la liberté, par la promotion de la tolérance, la dignité humaine et les droits de l’homme ». Prix remis par la fondation Appeal of Conscience.

## Chanson
Susilo Bambang Yudhoyono est l'auteur d'un album de chansons de variétés et chantées par des interprètes célèbres. L'album intitulé Ma nostalgie pour toi est sorti en octobre 2007 et les chansons ont été écrites depuis son entrée en présidence en octobre 2004.